# Freeparade

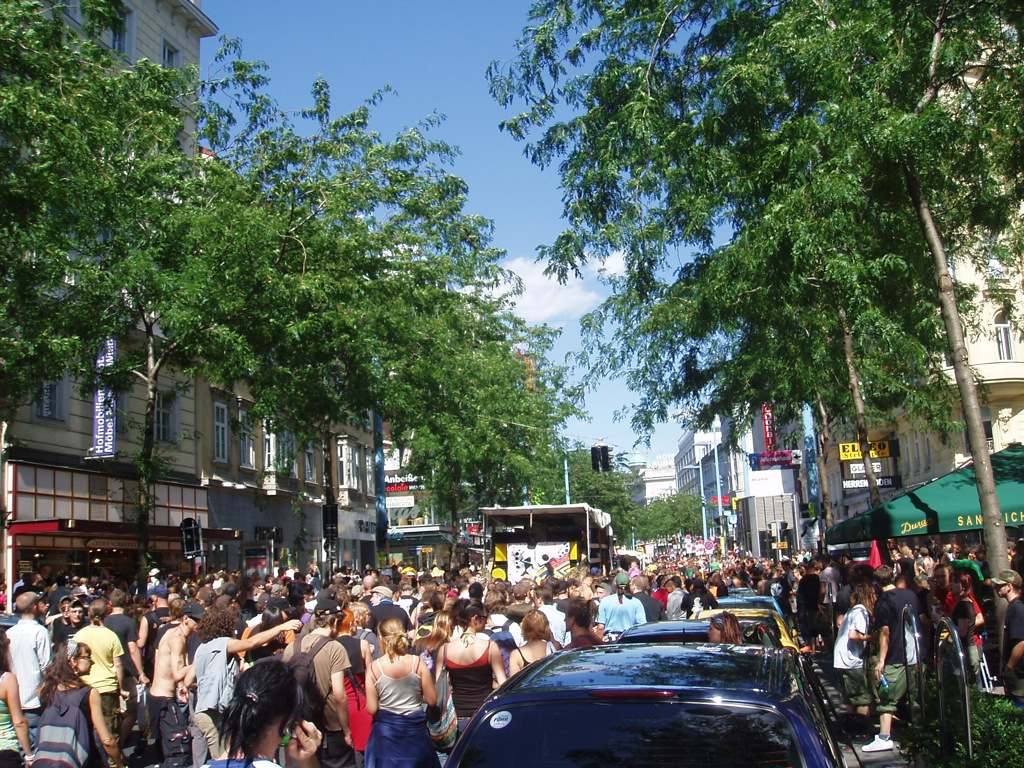
Freeparade 2007

Die Freeparade (von 2001 bis 2004 FreeRePublic) war eine antikommerzielle, linke politische Demonstration und Technoparade durch die Wiener Innenstadt. Die Demonstrationsart ähnelte der ursprünglichen Loveparade (bzw. der späteren Gegenveranstaltung Fuckparade), stand jedoch in der Tradition der Freetekno-Bewegung.
Von 2001 bis 2004 fand sie unter dem Namen FreeRePublic statt; nach zwei Jahren Unterbrechung lief sie ab 2007 unter dem Namen Freeparade. Schon von 1994 bis 1999 fand jährlich eine Veranstaltung mit Namen Free Party in Wien statt, die jedoch eine ähnliche Entwicklung nahm wie die Loveparade, und ab 2000 auch diesen Namen trug. Ähnlich wie bei der Fuckparade wurde auch die FreeRePublic von Personen aus dem Umfeld der Free Party aufgrund zunehmender Kommerzialisierung und Entpolitisierung der ursprünglichen Parade initiiert. Ab 2008 fand zeitgleich mit der Demonstration in Wien auch eine Freeparade in Paris statt.
Die letzte Freeparade in Wien wurde 2010 veranstaltet.

## FreeRePublic

### 2001
Nach der schwarz-blauen Regierungskoalition 2000 fand am 7. Juli 2001 unterstützt von etwa 50 Organisationen mit etwa 40 Trucks erstmals die FreeRePublic am Wiener Ring statt. An selbigen Tag wurde in Wien ebenfalls die Loveparade mit ungefähr 150.000–300.000 Besuchern abgehalten, während an der sich von der Loveparade distanzierenden Demonstration FreeRePublic etwa 20.000 Personen teilnahmen. Demonstriert wurde unter anderem gegen Rassismus, Sexismus und Sozialabbau, den Paragraph 209, Studiengebühren sowie den Ausverkauf von Jugendkulturen. Gefordert wurde ein freier Zugang zu freien Medien; ebenfalls wurde eine Entbürokratisierung von Veranstaltungen, die Abschaffung von Sperrstunden sowie die Streichung der Vergnügungsteuer gefordert, um freie Partys zu ermöglichen.

### 2002
Die zweite FreeRePublic fand am 15. Juni, am „Tag der freien Medien“, wieder am Ring statt. Wie schon im Vorjahr wurde die Demonstration unter anderem von Public Netbase, Radio Orange 94.0, SOS Mitmensch und der Österreichischen HochschülerInnenschaft unterstützt und mitveranstaltet. Gefordert wurde unter anderem: „für eine Vielfalt freier Medien statt medialer Machtkonzentration – weg mit §209 – gleiche Rechte für gleichgeschlechtliche Liebe – für die Abschaffung der Schubhaft – für SozialAUFbau und Grundsicherung – für freien Zugang zu Bildung – für eine Polizei als Freund und Helfer – für Selbstbestimmung statt Fremdbestimmung – Frauen an den Unruheherd – mehr Freiräume statt Kriminalisierung von Szenekulturen – für das Recht auf Faulheit – gegen Kommerzialisierung und Gleichschaltung der Jugendkultur – gleiche Rechte für MigrantInnen.“

### 2003
Am 14. Juni fand die dritte FreeRePublic statt. Statt einer Parade über den Ring wie in den Vorjahren war ein fester Standort am Karlsplatz geplant. Dieser Standort wurde jedoch kurzfristig von der Polizei verboten, „aus Rücksicht auf die umliegenden Hochkultur-Einrichtungen“. Ebenfalls deutete sie an, den politischen Charakter der Versammlung nachträglich abzuerkennen, was mit hohen Kosten für die Demonstrationsveranstalter verbunden gewesen wäre (Kosten des Polizeieinsatzes u. ä.). Der alternative Demonstrationsweg wurde erst kurz vor der Veranstaltung bekanntgegeben.

### 2004
Die letzte FreeRePublic fand am 7. August am Karlsplatz statt, „um ein lautstarkes Statement zur politischen Wirklichkeit abzugeben, die immer mehr Beschränkungen und Repressionen mit sich bringt.“

## Freeparade

### 2007

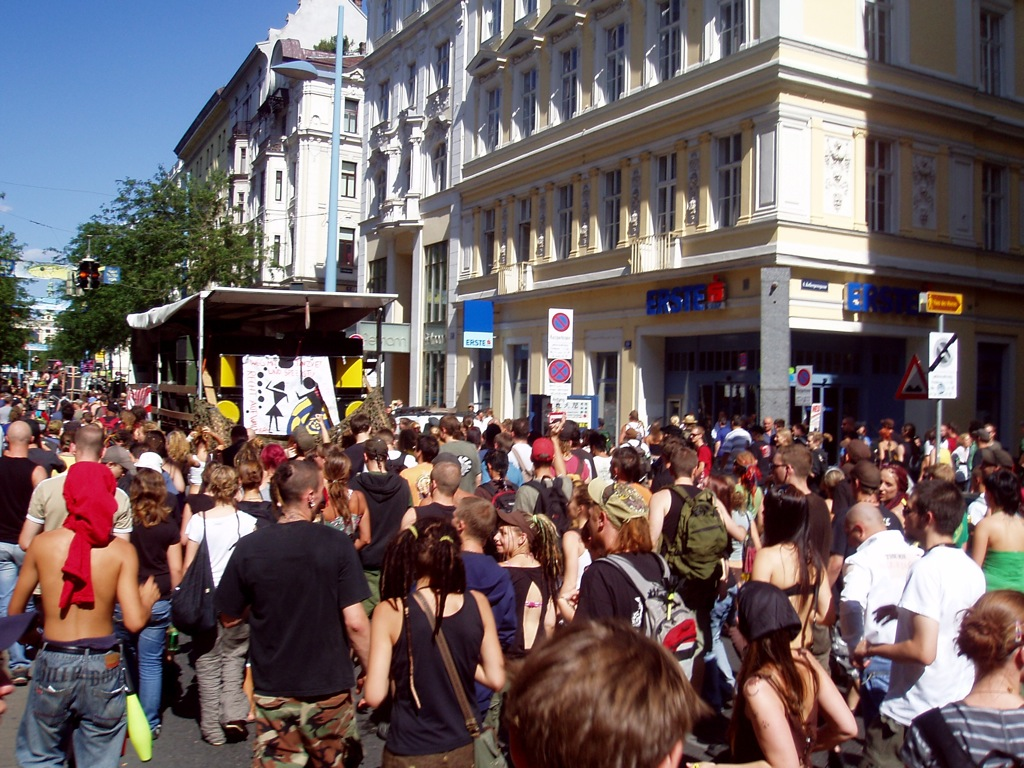
Freeparade 2007

Nach zwei Jahren Pause fand am 7. Juli 2007 erstmals die Freeparade statt. Im Demonstrationsaufruf wurde das Verhältnis zur früheren FreeRePublic thematisiert und kam eine radikalere Kritik an den herrschenden Zuständen zum Ausdruck:
„Während die ‚Free Republic‘ klar im Zeichen der Proteste gegen Schwarz-Blau (später Orange) stand, ist spätestens seit der letzten Nationalratswahl klar: keine der Parlamentsparteien will wirkliche Alternativen zum derzeitigen, neoliberalen Kurs. Da bleibt wenig Platz für soziale Mindeststandards oder Kultur jenseits des ‚Brot und Spiele‘-Einheitsbreis von Ö3, M-TV, Viva & Co – Persönlichkeitsrechte werden zum Luxusgut. Gleichzeitig erleben wir, wie an der Schwelle zur Informationsgesellschaft Kommunikation zusehends eingeschränkt, überwacht und zensiert wird.
Mit der ‚Free Parade‘ werden wir für unser Recht auf Selbstbestimmung, sowie für die gesellschaftlichen bzw. ökonomischen Voraussetzungen, die dazu nötig sind, auf die Strasse gehen. Außerdem wollen wir zeigen, dass Kultur nichts Abgehobenes ist, sondern schlicht und ergreifend die Art, wie Menschen leben, ihre Freizeit gestalten, aber auch Protest ausdrücken, wie sie für ihre Meinung einstehen.
… Free Parade rollt gegen Kapitalismus, Nationalismus, Faschismus, Rassismus, (Hetero-)Sexismus, …!“
Etwa zehn DJ-Trucks spielten auf der ersten Freeparade mit etwa 5000 Teilnehmern, die in der Einkaufsstraße Mariahilfer Straße startete und zum Ring führte, unter dem Motto: „Für selbstbestimmtes Leben und soziale Gerechtigkeit.“

### 2008

Flugblatt zur Freeparade 08, Hinterseite

Unter dem Motto „Transform the Norm. Do it yourself“ fand die FreeParade am 5. Juli des Jahres mit etwa 20 LKW und 7000 Personen, ausgehend vom Europaplatz über den Ring führend, statt. Gefordert wurde: „Kapitalistische Globalisierung stoppen! Solidarische Produktion für Menschen statt für Profite! – Um Europa keine Mauer – Bleiberecht für alle und auf Dauer! No Border, No Nation!! – Für die Gleichberechtigung aller Menschen überall, egal welches Geschlecht, welche Hautfarbe, welche soziale Herkunft oder sexuelle Gesinnung! – Stopp der Überwachung! Die Privatsphäre ist unantastbar! Raum leer, Raum her: Autonome Freiräume schaffen und verteidigen!“ usw.
Nach der Freeparade wurde die Anmelderin der Demonstration angezeigt. In einer Stellungnahme richtete der Einsatzleiter der Polizei „das Ersuchen, solche Veranstaltungen nicht mehr zu genehmigen. Die Lärmentwicklung verursacht ungemeinen Stress in jedem Körper und mit Sicherheit Körperverletzung bei Passanten und Einsatzkräften, was zu beweisen aber fast nicht möglich ist.“ Ein Aktivist der Demonstration äußerte bezüglich der Haltung der Bundespolizeidirektion Wien gegenüber der Freeparade, dass diese nur das Ziel habe, „solche Demonstrationen zu verunmöglichen und das, obwohl das Demonstrations-Konzept von Anfang an ein friedliches war.“ So wäre der von der Polizei vorgeschlagene Abschlusskundgebungsort von der Polizei abgesperrt worden. Ebenfalls wurde die Überwachung durch den Zusammen mit den Magistratsbeamten arbeiteten Verfassungsschutz beklagt, wobei Verantwortliche und Wagennummern notiert wurden.
Erstmals fand zeitgleich mit der Demonstration in Wien auch eine Freeparade in Paris statt.

### 2009
Die Route der 3. Freeparade am 20. Juni verlief nicht wie bisher über den gesamten Ring, da an selbigen Tag das Streetfestival, eine Werbeveranstaltung der Wiener Clubszene, ebendort stattfand. Gewählter Ort und Zeit für das Streetfestival wurden von den Aktivisten der Freeparade als „feindseliger Akt“ betrachtet. Für eine Aktivistin der Freeparade verkörpert das Streetfestival „die komplette Kommerzialisierung und Ausbeutung von Partykultur … wir aber wollen mit der Freeparade beweisen, dass antikommerzielle Selbstorganisation funktionieren kann und man auch was Leiwandes auf die Beine stellen kann, wenn man keine Millionen-Sponsoren im Rücken hat.“ Ebenso wurde kritisiert, dass auch ein Bordell als Sponsor für das Streetfestival fungierte. Diesem wurde letztlich die Teilnahme am Streetfestival untersagt.
Die Parade startete wie die Jahre zuvor zum Unmut der Polizei über die Mariahilfer Straße, „weil dadurch Einkaufssamstage in Mitleidenschaft gezogen werden. Das … ist eine unserer Hauptmotivationen [für die Startortwahl, Anm.], weil solche Einkaufsstraßen Zentren des Kapitalismus sind.“ Die fünf zentralen Slogans der Parade waren: „Die Krise heißt Kapitalismus“, „Kampf gegen Sexismus und Homophobie“, „Gegen eine Festung Europa“, „Stopp der Überwachung“, „Raum leer, Raum her“.

### 2010
Die 4. Freeparade führte am 19. Juni 2010 vom Westbahnhof über die Mariahilfer Straße, die Neubaugasse, die Alser Straße, den Schottenring und die Wollzeile zum Karlsplatz. Ihr Motto lautete „Transform the Norm! Do it yourself!“ Die Demonstration richtete sich unter anderem gegen § 278a des Strafgesetzbuchs, auf dem die Anklage beim Wiener Neustädter Tierschützerprozesses beruhte, und gegen das Handeln der Polizei auf einer NOWKR-Demonstration im selben Jahr. Am selben Tag fand die Freeparade in Paris statt.

## Ende
2011 fand keine Freeparade in Wien statt. Die Veranstalter zogen aus den Übergriffen der Vorjahre und dem Nichteingreifen der übrigen Paradenteilnehmer die Konsequenz, für 2011 keinen Umzug zu organisieren. Zudem gab das Organisationsteam bekannt, dass seine personelle Stärke immer mehr abnahm, so dass der Aufwand und die Verantwortung an immer weniger Menschen hängen blieb.